# Claudia Soberón
Claudia Soberón (Città del Messico, 29 settembre 1977) è un'attrice messicana di teatro, cinema e televisione.

## Biografia
Ha studiato recitazione presso l'accademia d'arte drammatica El Foro - Teatro Contemporaneo di Città del Messico e ha seguito un corso presso la Royal Academy of Dramatic Arts.
Ha debuttato a teatro con Perversioni Sessuali a Chicago (David Mamet). Ha preso parte a spettacoli come Maria Frankenstein, Il Pappagallo Verde (Arthur Schnitzler), Il Monologo della Puttana nel Manicomio (Dario Fo) e Corpus in Statu.
Ottiene la parte da protagonista nel suo film di debutto, Soba, un thriller drammatico in cui interpreta una ragazza stuprata da un gruppo di poliziotti. Il film gira nel circuito dei festival per un anno prima dell'uscita commerciale nel 2005. La critica nazionale non è convinta ma la performance della protagonista viene riconosciuta come uno dei pochi pregi del film. L'anno dopo prende parte al film italiano corale The Bet di Alessia Pertoldi.
Molto attiva in televisione (ha preso parte a serie messicane di successo come Amores Querer Con Alevosia e all'acclamato film Historias Y Testigos - Ni Una Muerta Mas basato sui delitti di Ciudad Juárez) ha inoltre recitato in una lunga serie di cortometraggi, tra cui l'italiano Gabbia che le fa vincere il premio come miglior attrice al festival Notte di Corti nel 2005 e Anima, prodotto dall'American Film Institute. 
Oltre che alla recitazione si è dedicata anche al canto e finora ha interpretato diversi jingle per spot televisivi in Messico e Stati Uniti d'America.
Nel 2004 ha preso parte ad un concerto di beneficenza tenutosi in Spagna.